# Parbuluan VI
Parbuluan VI is een bestuurslaag in het regentschap Dairi van de provincie Noord-Sumatra, Indonesië. Parbuluan VI telt 3475 inwoners (volkstelling 2010).